# Campeonato Sudamericano Sub-20 de 1954
El Campeonato Sudamericano Sub-20 de 1954 fue la primera edición del campeonato y se disputó en Caracas, Venezuela, del 22 de marzo al 13 de abril de 1954. Todos los partidos se disputaron en el estadio Olímpico de la UCV. El torneo fue para menores de 19 años de edad.
Argentina no acudió al campeonato porque había recibido una invitación al Campeonato Mundial Juvenil que organizó Alemania, ese mismo año.

## Antecedentes
El Campeonato Suramericano Sub-20 fue idea de Venezuela. El 7 de noviembre de 1953, la Federación Venezolana de Fútbol propuso la realización del Campeonato Interamericano Juvenil a través de los directivos Fermín Huizi Cordero y Pedro Cabello Gibbs. El certamen se concretó durante la décima Conferencia Interamericana de Cancilleres que se realizó en Caracas (Paseo Los Próceres).

Los deportistas venezolanos (Huizi Cordero y Cabello Gibbs) invitaron a los equipos de cuarta división de cada país para participar en el torneo de juventudes de América, durante su presentación en el Congreso de la Conmebol (en Montevideo, Uruguay)
Agencia de noticias AFP, diario El Nacional, 8 de noviembre de 1953.

## Equipos participantes
| Equipos participantes | Equipos participantes | Equipos participantes |
| --------------------- | --------------------- | --------------------- |
| Brasil                | Ecuador               | Perú                  |
| Chile                 | Panamá                | Uruguay               |
| Colombia              | Paraguay              | Venezuela             |

## Grupo A
| Equipo   | Pts | PJ | PG | PE | PP | GF | GC | DG |
| -------- | --- | -- | -- | -- | -- | -- | -- | -- |
| Uruguay  | 5   | 3  | 2  | 1  | 0  | 7  | 2  | +5 |
| Colombia | 4   | 3  | 1  | 2  | 0  | 3  | 2  | +1 |
| Chile    | 2   | 3  | 0  | 2  | 1  | 2  | 4  | -2 |
| Ecuador  | 1   | 3  | 0  | 1  | 2  | 2  | 6  | -4 |

| 22 de marzo de 1954 | Colombia | 1:1 | Uruguay | Estadio Olímpico de la UCV, Caracas              |  |
|                     |          |     |         | Árbitro(s): Arcias Casanas Alemanias (Venezuela) |  |

| 23 de marzo de 1954 | Chile | 1:1 | Ecuador | Estadio Olímpico de la UCV, Caracas            |  |
|                     |       |     |         | Árbitro(s): Benito Jackson Ascanio (Venezuela) |  |

| 25 de marzo de 1954 | Uruguay                                         | 4:1 | Ecuador     | Estadio Olímpico de la UCV, Caracas    |                                        |
|                     | Pedersen 30' · Escalada 44' 75' · Guaglione 79' |     | Salcedo 60' | Árbitro(s): Benito Jackson (Venezuela) | Árbitro(s): Benito Jackson (Venezuela) |

| 26 de marzo de 1954 | Chile       | 1:1 | Colombia       | Estadio Olímpico de la UCV, Caracas |                               |
|                     | Sánchez 10' |     | Bustamante 56' | Árbitro(s): Ferreiro (Brasil)       | Árbitro(s): Ferreiro (Brasil) |

| 29 de marzo de 1954 | Colombia   | 1:0 | Ecuador | Estadio Olímpico de la UCV, Caracas    |                                        |
|                     | Montoya 5' |     |         | Árbitro(s): Arcias Cazañas (Venezuela) | Árbitro(s): Arcias Cazañas (Venezuela) |

| 30 de marzo de 1954 | Uruguay                 | 2:0 | Chile | Estadio Olímpico de la UCV, Caracas       |                                           |
|                     | Pedersen 10' · Cruz 85' |     |       | Árbitro(s): Teodoro Hernández (Venezuela) | Árbitro(s): Teodoro Hernández (Venezuela) |

## Grupo B
| Equipo   | Pts | PJ | PG | PE | PP | GF | GC | DFG |
| -------- | --- | -- | -- | -- | -- | -- | -- | --- |
| Brasil   | 5   | 3  | 2  | 1  | 0  | 10 | 3  | +7  |
| Perú     | 4   | 3  | 1  | 2  | 0  | 7  | 5  | +2  |
| Paraguay | 3   | 3  | 1  | 1  | 1  | 12 | 5  | +7  |
| Panamá   | 0   | 3  | 0  | 0  | 3  | 4  | 20 | -16 |

| 23 de marzo de 1954 | Brasil                                                    | 7:1 | Panamá    | Estadio Olímpico de la UCV, Caracas       |                                           |
|                     | Nelson 3', 65' · Santana 4', 29', 34' · Paulinho 10', 79' |     | Sin datos | Árbitro(s): Teodoro Hernández (Venezuela) | Árbitro(s): Teodoro Hernández (Venezuela) |

| 23 de marzo de 1954 | Perú                               | 2:2 | Paraguay        | Estadio Olímpico de la UCV, Caracas |                                |
|                     | Vega 27', 30' · La Casa 40' (a.g.) |     | Agüero 44', 70' | Árbitro(s): Osorio (Venezuela)      | Árbitro(s): Osorio (Venezuela) |

| 26 de marzo de 1954 | Paraguay                                                                             | 9:1 | Panamá    | Estadio Olímpico de la UCV, Caracas    |                                        |
|                     | Tyrrel 1' (a.g.) · Agüero 32', 34', 53', 57', 72', 86' · Alvarenga 49' · Sánchez 80' |     | Sin datos | Árbitro(s): Santos Serrano (Venezuela) | Árbitro(s): Santos Serrano (Venezuela) |

| 27 de marzo de 1954 | Brasil               | 1:1 | Perú             | Estadio Olímpico de la UCV, Caracas       |                                           |
|                     | Dacosta Oliveira 21' |     | David Franco 63' | Árbitro(s): Teodoro Hernández (Venezuela) | Árbitro(s): Teodoro Hernández (Venezuela) |

| 31 de marzo de 1954 | Brasil                  | 2:1 | Paraguay     | Estadio Olímpico de la UCV, Caracas       |                                           |
|                     | Paulinho 17' · Leal 21' |     | Alvarenga 5' | Árbitro(s): Teodoro Hernández (Venezuela) | Árbitro(s): Teodoro Hernández (Venezuela) |

| 31 de marzo de 1954 | Perú                                           | 4:2 | Panamá                      | Estadio Olímpico de la UCV, Caracas    |                                        |
|                     | Natteri 42', 57' · Vega 75' (a.g.) · Retis 85' |     | Ceballos 44' · Quintero 58' | Árbitro(s): Santos Serrano (Venezuela) | Árbitro(s): Santos Serrano (Venezuela) |

## Partido de desempate
Se enfrentan los segundos de cada grupo.
| 2 de abril de 1954 | Perú        | 1:0 | Colombia | Estadio Olímpico de la UCV, Caracas    |                                        |
|                    | Natteri 17' |     |          | Árbitro(s): Santos Serrano (Venezuela) | Árbitro(s): Santos Serrano (Venezuela) |

## Ronda final

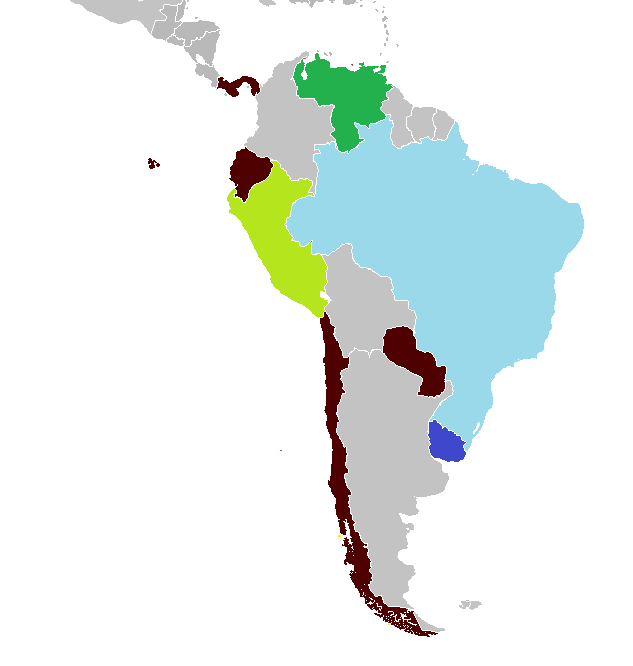
Países participantes según la posición alcanzada en el torneo

Venezuela clasifica para la ronda final como anfitrión.
| Equipo    | Pts | PJ | PG | PE | PP | GF | GC | DFG |
| --------- | --- | -- | -- | -- | -- | -- | -- | --- |
| Uruguay   | 5   | 3  | 2  | 1  | 0  | 7  | 2  | +5  |
| Brasil    | 4   | 3  | 1  | 2  | 0  | 4  | 2  | +2  |
| Venezuela | 2   | 3  | 1  | 0  | 2  | 3  | 6  | -3  |
| Perú      | 1   | 3  | 0  | 1  | 2  | 2  | 6  | -4  |

| 3 de abril de 1954 | Brasil                | 2:0 | Venezuela | Estadio Olímpico de la UCV, Caracas    |                                        |
|                    | Ademar 75' · Leal 77' |     |           | Árbitro(s): Benito Jackson (Venezuela) | Árbitro(s): Benito Jackson (Venezuela) |

| 5 de abril de 1954 | Uruguay                               | 3:0 | Perú | Estadio Olímpico de la UCV, Caracas    |                                        |
|                    | Cruz 30' · De Marco 50' · Laitano 89' |     |      | Árbitro(s): Santos Serrano (Venezuela) | Árbitro(s): Santos Serrano (Venezuela) |

| 7 de abril de 1954 | Uruguay                                         | 3:1 | Venezuela      | Estadio Olímpico de la UCV, Caracas    |                                        |
|                    | Víctor Guaglianone 20' · Latiano 55' · Cruz 87' |     | Bustamante 88' | Árbitro(s): Benito Jackson (Venezuela) | Árbitro(s): Benito Jackson (Venezuela) |

| 9 de abril de 1954 | Brasil     | 1:1 | Perú     | Estadio Olímpico de la UCV, Caracas    |                                        |
|                    | Santana 5' |     | Vega 22' | Árbitro(s): Benito Jackson (Venezuela) | Árbitro(s): Benito Jackson (Venezuela) |

| 11 de abril de 1954 | Venezuela                | 2:1 | Perú     | Estadio Olímpico de la UCV, Caracas    |                                        |
|                     | Bello 25' · Palacios 47' |     | Vega 60' | Árbitro(s): Benito Jackson (Venezuela) | Árbitro(s): Benito Jackson (Venezuela) |

| 13 de abril de 1954 | Uruguay              | 1:1 | Brasil       | Estadio Olímpico de la UCV, Caracas    |                                        |
|                     | Juan José Mónaco 27' |     | Paulinho 29' | Árbitro(s): Benito Jackson (Venezuela) | Árbitro(s): Benito Jackson (Venezuela) |

| Bandera de Uruguay |
| Campeón Uruguay    |
| 1er título         |

## Cuadro general
| # | Selección | Pts. | PJ | PG | PE | PP | GF | GC | Dif. |
| 1 | Uruguay   | 10   | 6  | 4  | 2  | 0  | 14 | 4  | 10   |
| 2 | Brasil    | 9    | 6  | 3  | 3  | 0  | 14 | 5  | 9    |
| 3 | Venezuela | 2    | 3  | 1  | 0  | 2  | 3  | 6  | -3   |
| 4 | Perú      | 7    | 7  | 2  | 3  | 2  | 10 | 11 | -1   |
| 5 | Colombia  | 4    | 4  | 1  | 2  | 1  | 3  | 3  | 0    |
| 6 | Paraguay  | 3    | 3  | 1  | 1  | 1  | 12 | 5  | 7    |
| 7 | Chile     | 2    | 3  | 0  | 2  | 1  | 2  | 4  | -2   |
| 8 | Ecuador   | 1    | 3  | 0  | 1  | 2  | 2  | 6  | -4   |
| 9 | Panamá    | 0    | 3  | 0  | 0  | 3  | 4  | 20 | -16  |

## Transmisión

### Radio
- Radio Rumbos 670
- Radio La Voz de la Patria 710
- Radio Ondas Populares
- Emisoras Nuevo Mundo

### Televisión
- Televisa